# Pierre Barret
Pour les articles homonymes, voir Barret (homonymie).
Pierre Barret, né le 15 juillet 1936 à Firminy (Loire) et mort le 17 octobre 1988  à Boulogne-Billancourt, est un journaliste, écrivain, historien et auteur de chansons français.

## Biographie
Issu d'une famille bourgeoise, Pierre Barret perd sa mère à l'âge de huit ans. A vingt ans, il interrompt ses études à  HEC pour s'engager dans les commandos de marine et partir faire la guerre en Algérie où il est chef de section dans le "Commando Jaubert", avec le grade d'Enseigne de Vaisseau.
Après la guerre d'Algérie, il reprend ses études à HEC dont il sort major, école dans laquelle une salle et une fondation portent son nom[réf. souhaitée]. 
Il est d'abord directeur général d'Express Union, la société éditrice de l'Express puis DG du journal L'Express, et enfin PDG de la station de radio Europe 1 jusqu'en 1986.
Amateur de moto, il possédait une version de course JPS "John Player Special" de la célèbre Norton Commando, il fut cofondateur avec le journaliste italien Guido Bettiol du magazine Moto-Journal qui apportait un ton nouveau et iconoclaste dans l'univers de la presse motocycliste. Il est également passionné d'ULM avec lequel il traverse la mer Méditerranée, d'Annaba à Monaco.
Passionné par le Moyen Âge, il a en particulier coécrit avec Jean-Noël Gurgand plusieurs ouvrages sur les croisades.
Il est également l'auteur de plusieurs chansons historiques, chantées par Michel Sardou : L'An mil, Les Routes de Rome, Un jour la liberté.
Marié, père de deux filles, en 1984 il devient le compagnon de Mireille Darc avec laquelle il emménage dans une maison  à Boulogne-Billancourt.
Blessé pendant la guerre d'Algérie, il a subi une transfusion sanguine  qui lui a donné l'hépatite B, malgré une greffe du foie faite en mai 1988 par Henri Bismuth, il meurt d'une cirrhose du foie le 17 octobre 1988 à l'âge de 52 ans.

## Distinctions
- Prix Broquette-Gonin
- 1981 : prix Thérouanne, avec Jean-Noël Gurgand[9]

## Œuvres principales
- Si je t'oublie Jérusalem, Hachette, 1983.  (ISBN 978-2-01-008329-7)
- Les Tournois de Dieu :

1. Le Templier de Jérusalem, Robert Laffont, 1977  (ISBN 978-2-221-00250-6)
2. La Part des pauvres, Robert Laffont, 1978  (ISBN 978-2-253-02656-3)
3. Et nous irons au bout du monde, Robert Laffont, 1981  (ISBN 978-2-221-00326-8)

- Le Roi des derniers jours, l'exemplaire et très cruelle histoire des rebaptisés de Münster (1534-1535), Complexe, 1985  (ISBN 978-2-87027-165-0)
- Priez pour nous à Compostelle, Hachette, éd. 1999  (ISBN 978-2-01-235507-1)
- Ils voyageaient la France, avec Jean-Noël Gurgand , Hachette, éd. 1980  (ISBN 2-01-006195-0)